# WBFホテルマネジメント
WBFホテルマネジメント株式会社（ダブリュービーエフホテルマネジメント）は、大阪府大阪市に本社を置き、ホテルの経営を行っていた企業。星野リゾートの子会社。経営破綻したWBFホテル&リゾーツの受け皿として設立された。

## 概要
「WBFホテル」のブランド名でホテルを展開していたWBFホテル&リゾーツが、新型コロナウイルスの感染拡大や関西地区におけるホテル競争の影響などにより2020年4月27日に民事再生法を申請し、同日付で保全・監督命令を受けた。WBFホテル&リゾーツの支援スポンサーには複数の企業が名乗りを上げていたが、星野リゾートは同年6月30日にWBFホテル&リゾーツとの間でスポンサー支援に関する基本合意書を締結し、両社は同年10月23日にスポンサー契約を締結した。
WBFホテル&リゾーツは2021年3月5日付で会社分割を実施。WBFホテル&リゾーツが手掛けていた事業は同日に設立されたWBFホテルマネジメント株式会社へ譲渡された後、WBFホテルマネジメント全株式はホワイト・ベアーファミリーから星野リゾートへ譲渡された。親会社である星野リゾートは、一部のホテルを自社ブランドである「OMO」へ転換させる計画である。
かつてホワイト・ベアーファミリーの関連会社であったリゾーツ琉球株式会社（旧：WBFリゾート沖縄株式会社）とは資本関係は全くない。
2023年5月1日付で、星野リゾート・八ケ岳、八重山ホテル&リゾート、旭川グランドホテル、舘山寺ホテルマネージメントの4社と共に、星野リゾート・マネジメントへ吸収合併されWBFホテルマネジメントは解散。WBFホテルマネジメントが運営していたホテルは同日以降は星野リゾート・マネジメントによる運営となった。

## 沿革
- 2021年
  - 3月5日 - 設立。同時にWBFホテル&リゾーツから全事業を譲受し、星野リゾートの子会社となる。
  - 5月14日 -  フィットネスクラブライフステージの営業を終了したと同時に、フィットネスクラブの運営から撤退[10]。
  - 12月27日 - 「ClubWBF」のサービスを終了する予定[11]。
- 2023年5月1日 - 星野リゾート・マネジメントへ吸収合併され解散。

## 運営施設
- ホテルWBFグランデ旭川
- ホテルWBF函館-海神の湯-（2023年8月閉館、星野リゾートによる「OMO」ブランドとして、リニューアルオープン予定）
- ホテルWBF札幌中央
- ホテルWBFフォーステイ札幌
- ホテルWBF釧路
- ホテルWBF 北船場EAST（2025年1月に、IHGの新ブランド・ガーナーホテルのガーナーホテル大阪本町御堂筋としてリブランド予定）
- ホテルWBF 北船場WEST（2025年1月に、ガーナーホテル大阪本町北船場としてリブランド予定）
- ホテルWBF なんば元町
- ホテルWBF本町（2025年1月に、ガーナーホテル大阪本町駅としてリブランド予定）
- ホテルWBFグランデ博多

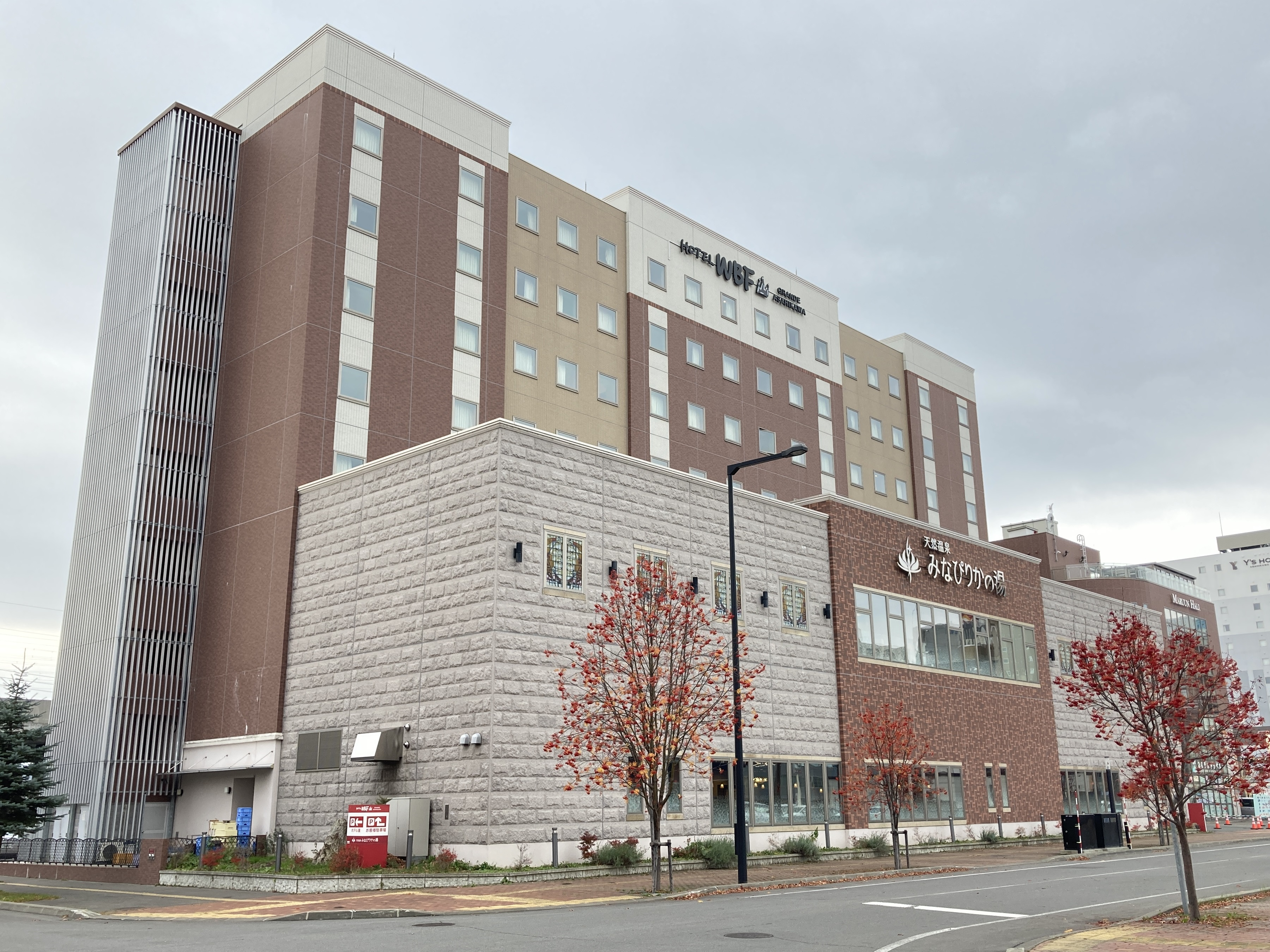
ホテルWBFグランデ旭川